# Regio I degli scavi archeologici di Pompei
Nella lista seguono i monumenti presenti nella Regio I degli scavi archeologici di Pompei.

## Insula 1
| Pos. | Foto | Nome                         | Descrizione | Note |
| ---- | ---- | ---------------------------- | ----------- | ---- |
| 1    | -    | Caupona di Epagatus          | -           |      |
| 2    | -    | Popina                       | -           |      |
| 3    | -    | Hospitium                    | -           |      |
| 4    | -    | Bottega                      | -           |      |
| 5    | -    | Bottega                      | -           |      |
| 6    | -    | Casa con bottega             | -           |      |
| 7    | -    | Casa senza nome              | -           |      |
| 8    | -    | Hospitium di Hermes          | -           |      |
| 9    | -    | Thermopolium                 | -           |      |
| 10   | -    | Ingresso secondario (I.1.1.) | -           |      |

## Insula 2
| Pos. | Foto | Nome                                | Descrizione | Note |
| ---- | ---- | ----------------------------------- | --- | ---- |
| 1    | -    | Caupona con thermopolium            | - |      |
| 2    | -    | Bottega                             | - |      |
| 3    | -    | Casa con Colonna Etrusca            | È così chiamata perché nel vestibolo presenta una colonna di tipo etrusco, probabilmente presa da qualche altra struttura, fu scavata nel 1872: a seguito del bombardamento del 1943 andarono distrutti l'atrio e tre cubicoli che contenevano diversi dipinti come quello di Polifemo ed Agatea, Arianna abbandonata da Teseo e diversi medaglioni incorniciati in ghirlande di foglie.                                          |      |
| 4    | -    | Bottega                             | - |      |
| 5    | -    | Bottega                             | - |      |
| 6    | -    | Casa degli Attori                   | Chiamata anche Casa dei Mimi, è stata esplorata nel 1872 e leggermente danneggiata da un bombardamento nel 1943: al suo interno furono rinvenuti diversi affreschi ben conservati, in seguito staccati e portati al museo archeologico nazionale di Napoli, come il Ratto di Palladio oltre ad un sistro in bronzo, ritrovato nel peristilio.                                                                                     |      |
| 7    | -    | Bottega di C. Hostilius Conops      | - |      |
| 8    | -    | Thermopolium di C. Hostilius Conops | - |      |
| 9    | -    | Bottega                             | - |      |
| 10   | -    | Casa di L. e M. Volusii Fausti      | È stata scavata nel 1873: originariamente era a due piani, di cui rimane solo la scala e presenta un impluvium decorato al centro con una mezza colonna che serviva da fontana; al suo interno, oltre a decorazioni come una Venere realizzata in opus sectile, anche numerosi reperti tra cui una statua della Fortuna, ritrovata nel triclinio e vasi, brocche e pentole in bronzo.                                             |      |
| 11   | -    | Thermopolium                        | |      |
| 12   | -    | Bottega                             | - |      |
| 13   | -    | Thermopolium                        | - |      |
| 14   | -    | Casa con thermopolium               | - |      |
| 15   | -    | Casa senza nome                     | - |      |
| 16   | -    | Casa senza nome                     | - |      |
| 17   | -    | Casa senza nome                     | - |      |
| 18   | -    | Caupona e lupanare di Demetrius     | - |      |
| 19   | -    | Ingresso secondario (I.2.18.)       | - |      |
| 20   | -    | Caupona                             | - |      |
| 21   | -    | Thermopolium                        | |      |
| 22   | -    | Casa con bottega                    | - |      |
| 23   | -    | Taberna di Verecundus               | - |      |
| 24   | -    | Officina libraria di Acilius Cedrus | - |      |
| 25   | -    | Caupona                             | - |      |
| 26   | -    | Ingresso per piano superiore        | - |      |
| 27   | -    | Ingresso per piano superiore        | - |      |
| 28   | -    | Casa dell'Atrio Tetrastilo          | Chiamata anche Casa della Grata Metallica ha la particolarità di aver conservato quasi intatto la zona dell'impluvium, con la caratteristica che la zona del compluvium era chiuso da una grata in ferro per impedire ai ladri l'accesso alla casa dall'alto; all'interno si conservano, sparsi tra i vari ambienti, resta dell'intonaco: tra gli affreschi meglio conservati quello di Cassandra che prevede la caduta di Troia. |      |
| 29   | -    | Thermopolium di Polybius            | - |      |
| 30   | -    | Ingresso secondario (I.2.1.)        | - |      |
| 31   | -    | Ingresso secondario (I.2.1.)        | - |      |
| 32   | -    | Ingresso secondario (I.2.1.)        | - |      |

## Insula 3
| Pos. | Foto | Nome                              | Descrizione | Note |
| ---- | ---- | --------------------------------- | --- | ---- |
| 1    | -    | Pasticceria                       | - |      |
| 2    | -    | Thermopolium                      | - |      |
| 3    | -    | Casa di Epidius Fortunatus        | È stata scavata nel 1860 ed è così chiamata poiché su un'anfora, che conteneva del miele, venne ritrovato il nome di Epidius Fortunatus; oltre a tracce di stucco, rimangono anche resti dell'antica pavimentazione, specie nel tablino, realizzata in marmo. Ben conservata la zona della cucina con focolare e lavabo. |      |
| 4    | -    | Bottega                           | - |      |
| 5    | -    | Bottega                           | - |      |
| 6    | -    | Bottega                           | - |      |
| 7    | -    | Bottega                           | - |      |
| 8    | -    | Casa senza nome e casa di Vulcano | È stata scavata nel 1869, presenta un peristilio ben conservato con alcune colonne sormontate da archi, mentre in alcune stanze, come in cubicoli o nel triclinio, si notano ancora tracce di intonaco di colorazione rosso e grigio; è stata inoltre rinvenuta una statuetta di Venere in una nicchia e una statuetta in bronzo della Fortuna.                                                                                                   |      |
| 9    | -    | Bottega                           | - |      |
| 10   | -    | Casa senza nome                   | - |      |
| 11   | -    | Thermopolium                      | - |      |
| 12   | -    | Bottega                           | - |      |
| 13   |      | Bottega di Sextilius Verus        | - |      |
| 14   |      | Bottega di Sextilius Verus        | - |      |
| 15   |      | Fullonica di Sestius Venustus     | - |      |
| 16   |      | Fullonica di Sestius Venustus     | - |      |
| 17   |      | Ingresso per piano superiore      | - |      |
| 18   |      | Fullonica di Sestius Venustus     | - |      |
| 19   |      | Ingresso per piano superiore      | - |      |
| 20   |      | Casa senza nome                   | - |      |
| 21   |      | Ingresso per piano superiore      | - |      |
| 22   |      | Thermopolium                      | - |      |
| 23   |      | Casa di Aniceto                   | È stata esplorata nel 1868 e presentava vicino all'ingresso diverse iscrizioni elettorali: al suo interno inoltre fu ritrovato l'affresco Rissa nell'anfiteatro, conservato al museo archeologico di Napoli, raffigurante la lotta tra pompeiani e nocerini all'interno dell'anfiteatro. |      |
| 24   |      | Casa di Capella                   | Presentava ai lati dell'ingresso due affreschi raffiguranti Mercurio ed Ercole di cui però non ne rimane alcuna traccia, così come accaduto per il larario, di cui rimane solo una descrizione, dove era presente un Genio con una cornucopia sulle spalle, mentre versava libagioni su un altare, alla sua destra era una pantera e nella parte inferiore un serpente rosso e giallo.                                                            |      |
| 25   | -    | Casa dei Guerrieri                | È stata scavata nel 1869: sui pilastri del peristilio, in fase di restauro durante l'eruzione del 79, erano presenti alcuni affreschi come Iside con una cornucopia e una figura femminile nuda con in mano una corona di alloro; ben conservata è invece la decorazione parietale dell'oecus, raffigurante la disputa sulla bellezza tra Afrodite ed Eosforo con Apollo in veste di giudice: tutta la scena è incorniciata con stucchi in gesso. |      |
| 26   | -    | Bottega                           | - |      |
| 27   | -    | Pistrinum                         | - |      |
| 28   | -    | Thermopolium                      | - |      |
| 29   |      | Casa di Innulus                   | È stata scavata nel 1869, era su due livelli, come dimostrato dai resti di una scala e al suo interno presenta scarse tracce di decorazioni parietali; caratteristica era, lungo il muro perimetrale che si affacciava su Via del Citarista, la raffigurazione della divinità tutelare della strada, ossia un serpente con cresta nera che si avvolgeva ad un albero, andato completamente perduto.                                               |      |
| 30   | -    | Casa senza nome                   | - |      |
| 31   | -    | Ingresso secondario (I.3.3.)      | - |      |

## Insula 4
| Pos. | Foto | Nome                                | Descrizione | Note |
| ---- | ---- | ----------------------------------- | --- | ---- |
| 1    |      | Bottega                             | - |      |
| 2    |      | Casa senza nome                     | - |      |
| 3    |      | Thermopolium                        | - |      |
| 4    |      | Bottega                             | - |      |
| 5    |      | Ingresso secondario (I.4.25.)       | - |      |
| 6    |      | Bottega                             | - |      |
| 7    |      | Fullonica di Passaratus e Maenianus | - |      |
| 8    |      | Bottega                             | - |      |
| 9    |      | Casa senza nome                     | - |      |
| 10   | -    | Bottega                             | - |      |
| 11   |      | Caupona di Copiosus                 | - |      |
| 12   |      | Bottega                             | - |      |
| 13   |      | Panificio                           | - |      |
| 14   |      | Bottega                             | - |      |
| 15   |      | Taberna di D. Juni Proculi          | - |      |
| 16   |      | Taberna di D. Juni Proculi          | - |      |
| 17   |      | Bottega                             | - |      |
| 18   |      | Casa con bottega di Sabinus         | - |      |
| 19   |      | Bottega                             | - |      |
| 20   |      | Bottega                             | - |      |
| 21   |      | Ingresso per piano superiore        | - |      |
| 22   |      | Casa del Pressorio di Terracotta    | È stata esplorata tra il 1858 ed il 1862, è costituita da undici stanze con un largo atrio con puteale ed un tavolo entrambi in marmo e non presenta particolari decorazione, poiché si pensa che al momento dell'eruzione fosse in ristrutturazione; parte delle pareti della casa sono crollate a causa del Terremoto dell'Irpinia del 1980.                                                                               |      |
| 23   |      | Bottega                             | - |      |
| 24   |      | Bottega                             | - |      |
| 25   |      | Casa del Citarista                  | Prende il nome da una statua raffigurante Apollo Citarista e deve il suo aspetto attuale al I secolo a.C., a seguito di numerose ristrutturazioni, frutto delle aggiunte di altre piccole case circostanti. Di proprietà dei Popidii, come testimoniato da insegne elettorali, presenta due peristili con sculture di animali in bronzo, ambienti termali ed un'area commerciale adibita a panificio, pasticceria e taverna. |      |
| 26   |      | Bottega di Dioniso                  | - |      |
| 27   |      | Thermopolium                        | - |      |
| 28   |      | Casa di Q. Octavius Romulus         | È stata indagata nel 1853 ed ha la particolarità di avere una zona dedicata ad accogliere una stalla: si nota infatti ancora l'abbeveratoio in pietra ed un dormitorio per i dipendenti; il resto della casa si sviluppa intorno all'atrio. |      |

## Insula 5
| Pos. | Foto | Nome                                       | Descrizione | Note |
| ---- | ---- | ------------------------------------------ | --- | ---- |
| 1    | -    | Casa dei Capitelli Etruschi                | È stata scavata tra il 1873 ed il 1874 e fortemente danneggiata nella notte tra il 14 ed il 15 settembre 1943 da una bomba che ne distrusse parte dell'ingresso, poi restaurato; al suo interno non presenta particolari elementi di rilievo. |      |
| 2    | -    | Officina coriariorum di M. Vesonius Primus | - |      |
| 3    | -    | Identificazione incerta                    | - |      |

## Insula 6
| Pos. | Foto | Nome                         | Descrizione | Note |
| ---- | ---- | ---------------------------- | --- | ---- |
| 1    |      | Bottega di Tyrsus            | - |      |
| 2    | -    | Casa del Criptoportico       | È così chiamata per la presenza di un corridoio coperto, utilizzato come deposito di anfore, decorato con diverse raffigurazioni come scene della guerra di Troia o giochi funebri in onore di Patroclo. La casa è dotata anche di un piccolo impianto termale e nei suoi ambienti sono stati ottenuti i calchi di una madre che protegge il figlio e quello di uno schiavo.                                                                           |      |
| 3    |      | Bottega di Vero Gromatico    | - |      |
| 4    |      | Casa del Larario di Achille  | Chiamata anche Casa del Sacello Iliaco, rimase fortemente danneggiata dal terremoto di Pompei del 62 e al momento dell'eruzione del Vesuvio del 79 era ancora in ristrutturazione; presenta decorazioni in quarto stile con affreschi raffiguranti nature morte e temi mitologici, come il ciclo riscontrabile nel larario, che espone le ultime fasi della guerra di Troia, come il duello tra Achille ed Ettore e la morte di quest'ultimo.          |      |
| 5    | -    | Bottega                      | - |      |
| 6    |      | Ingresso per piano superiore | - |      |
| 7    |      | Fullonica di Stephanus       | - |      |
| 8    | -    | Bottega di Specula           | - |      |
| 9    |      | Casa con taberna             | - |      |
| 10   |      | Bottega                      | - |      |
| 11   |      | Casa dei Quadretti Teatrali  | Chiamata anche Casa di Casca Longus ha l'atrio interamente restaurato, con impluvium rivestito in marmi colorati e compluvio con i bocchettoni per la raccolta dell'acqua piovana finemente decorati; nella stessa stanza è inoltre presenta una base di un tavolo, in marmo, decorato con testa e zampe di leone. Gli affreschi della casa sono in larga parte in terzo stile e caratteristici sono quelli dell'atrio che raffigurano scene teatrali. |      |
| 12   |      | Taberna di Iunianus          | - |      |
| 13   |      | Casa di Stallius Eros        | È stata scavata tra il 1926 ed il 1927: si presenta con il tipico schema delle case romane con atrio, giardino, dove sono visibili i resti di un larario, intercalati da un tablino; i resti delle decorazioni pittoriche della casa sono in quarto stile ed al suo interno sono stati ritrovati alcuni pesi in pietra calcarea bianca ed in basalto nero.                                                                                             |      |
| 14   | -    | Ingresso per piano superiore | - |      |
| 15   | -    | Casa dei Ceii                | Apparteneva probabilmente a L. Ceius Secundus, come testimoniato da un manifesto elettorale dipinto sulla facciata; la casa è composta da un atrio, un triclinio, un tablino e diverse stanze di servizio, oltre ad un giardino affrescato con scene di caccia e paesaggi egizi. Le decorazioni sono in terzo stile, il pavimento in cocciopesto e lavapesta, disposto a figure geometriche ed talvolta ornato con marmi policromi.                    |      |
| 16   | -    | Ingresso secondario (I.6.2.) | - |      |

## Insula 7
| Pos. | Foto | Nome                                    | Descrizione | Note |
| ---- | ---- | --------------------------------------- | --- | ---- |
| 1    |      | Casa di Paquio Proculo                  | È stata iniziata ad essere esplorata a partire dal 1911: la caratteristica è che ha ben conservata la pavimentazione a mosaico dell'atrio e del tablino, dove sono raffigurati animali selvatici; rimangono inoltre resti di pittura in quarto stile, soprattutto in alcune stanze che si aprono nei pressi del peristilio del giardino, dove tra l'altro è anche presente una fontana in marmo.                                              |      |
| 2    | -    | Ingresso per piano superiore            | - |      |
| 3    |      | Casa di Fabio Amandio                   | È struttura con un piccolo corridoio di accesso che immette direttamente nell'atrio, caratterizzato da un giardino e da una piccola piscina semicircolare, alimentata direttamente dall'acqua piovana; la casa ha inoltre restituito numerosi affreschi in quarto stile, tra cui un paesaggio collinare, mentre nel tablino sono presenti tracce di mosaico.                                                                                  |      |
| 4    |      | Taberna o Officina vasaria di Corinthus | - |      |
| 5    |      | Casa di Filippo                         | È stata esplorata più volte come nel 1868, 1912 e 1923 ed è ancora in dubbio se si trattasse realmente di una casa o di una grossa bottega: l'intera struttura è di piccole dimensioni, l'ingresso si affaccia direttamente sull'atrio e sul lato sinistro è il tablino con resti di decorazioni in rosso e mosaici pavimentali. |      |
| 6    |      | Bottega di Primilla                     | - |      |
| 7    |      | Casa del Sacerdote Amando               | Presenta il triclinio decorato, tra cui gli affreschi di Polifemo e Galatea, Ercole nel giardino delle Esperidi e Dedalo e Icaro, oltre al calco di un albero ottenuto nel giardino. |      |
| 8    |      | Thermopolium                            | - |      |
| 9    | -    | Ingresso secondario (I.7.8.)            | - |      |
| 10   | -    | Ingresso secondario (I.7.11.)           | - |      |
| 11   |      | Casa dell'Efebo                         | Chiamata anche Casa di Cornelio Tagete, deve il nome al ritrovamento di una statua in bronzo di un efebo, utilizzata come portalampada: la casa è il frutto dell'unione di più abitazioni ed era divisa in un quartiere riservato alla famiglia ed uno di rappresentanza con decorazioni o in stucco o a mosaico. Nel giardino, decorato con fontane, è innalzato un tempietto ed un serbatoio per l'acqua con un affresco di Marte e Venere. |      |
| 12   | -    | Ingresso secondario (I.7.11.)           | - |      |
| 13   | -    | Ingresso secondario (I.7.14.)           | - |      |
| 14   | -    | Caupona di Masculus                     | - |      |
| 15   | -    | Bottega                                 | - |      |
| 16   | -    | Casa senza nome                         | - |      |
| 17   | -    | Bottega                                 | - |      |
| 18   | -    | Taberna di Niraemius                    | - |      |
| 19   | -    | Casa senza nome                         | - |      |
| 20   | -    | Cantina                                 | - |      |

## Insula 8
| Pos. | Foto | Nome                                     | Descrizione | Note |
| ---- | ---- | ---------------------------------------- | --- | ---- |
| 1    |      | Taberna pomaria                          | - |      |
| 2    |      | Casa di Stephanus                        | È stata scavata tra il 1912 ed il 1926 e fortemente danneggiata dal bombardamento del 1943: tale evento infatti portò al crollo di tutte le colonne del peristilio; si tratta di una casa non molto grande, con atrio, giardino con peristilio e quattro stanze, in due delle quali sono state rinvenute decorazioni pittoriche in quarto stile. |      |
| 3    |      | Bottega                                  | - |      |
| 4    |      | Bottega                                  | - |      |
| 5    |      | Casa della Statuetta Indiana             | È così chiamata poiché, durante l'esplorazione fu rinvenuta, in una cassetta di legno, una statua di avorio, oggi conservata al museo archeologico nazionale di Napoli, raffigurante Lakshmi; la casa si presenta con il classico schema delle dimore romane, con ancora qualche parete stuccata in rossa: oltre alla statua furono anche rinvenuti anche una coppia di dadi truccati.                                                                           |      |
| 6    |      | Taberna                                  | - |      |
| 7    |      | Bottega                                  | - |      |
| 8    |      | Caupona di Lucius Betutius Placidus      | Oltre una normale abitazione, in parte adibita anche a caupona: l'intera struttura si è ben conservata e presenta numerose decorazioni pittoriche, soprattutto nelle pareti del triclinio; anche il giardino è ben conservato, con le colonne che presentano ancora il loro intonaco rosso, così come l'atrio, con impluvium ed un podio in marmo sul quale è incisa una rosa con dodici petali.                                                                 |      |
| 9    | -    | Ingresso secondario (I.8.8.)             | - |      |
| 10   | -    | Hospitium dei Pulcinella                 | - |      |
| 11   | -    | Ingresso secondario (I.8.17.)            | - |      |
| 12   | -    | Bottega                                  | - |      |
| 13   | -    | Officina di A. Granius Romanus           | - |      |
| 14   |      | Casa di Epidius Primus                   | È stata esplorata tra il 1938 ed il 1943: sulla sua facciata furono ritrovate diverse iscrizioni elettorali, mentre all'interno si compone di dieci stanze, con residui di decorazioni parietali, eccetto in una dove la maggior parte degli affreschi si sono conservati quasi interamente; in una scatola di legno inoltre sono stati ritrovati diversi oggetti d'argenteria come pentole e tazze a doppio manico, oltre ad alcuni strumenti medici in bronzo. |      |
| 15   | -    | Caupona e officina di Fufidius Successus | - |      |
| 16   | -    | Ingresso secondario (I.8.15.)            | - |      |
| 17   |      | Casa dei Quattro Stili                   | È così chiamata poiché al suo interno sono presenti tutti e quattro gli stili pittorici pompeiani: interamente restaurata nel 1975, presenta un atrio tetrastilo con colonne in stile corinzio e diversi ambienti affrescati come il triclinio e il tablino; particolarità della casa è che, grazie alla tecnica dei calchi, si è riusciti ad ottenere non solo le forme di alcune vittime ritrovate al suo interno, ma anche parte del piano superiore.         |      |
| 18   | -    | Casa dell'Atrio Dorico                   | Chiamata anche Casa di Balbo è stata scavata nel 1937: presenta un atrio con i resti di impluvium, otto stanze con affreschi per lo più in terzo stile e qualcuno in primo stile ed i resti della scala che conducevano al piano superiore; al momento dello scavo, nella cucina, fu ritrovato il larario ancora intatto, affrescato intorno con divinità e serpenti.                                                                                            |      |
| 19   | -    | Officina tinctoria di Terentius          | - |      |

## Insula 9
| Pos. | Foto | Nome                          | Descrizione | Note |
| ---- | ---- | ----------------------------- | --- | ---- |
| 1    |      | Casa del Bell'Impluvio        | In restauro al momento dell'eruzione, ha la particolarità di possedere l'impluvium rivestito in mosaico ed intarsi di marmo policromo; in un cubicolo è raffigurata la scena di un gineceo. |      |
| 2    |      | Taberna                       | - |      |
| 3    |      | Casa di Successus             | È così chiamata poiché sotto l'affresco di fanciullo con in mano delle papere, ritrovato in una stanza vicino all'atrio, era riportata la scritta Successus: resti di pittura rimangono sparsi per la casa e ben conservato è il giardino, che al momento dello scavo possedeva un pannello bianco andato perduto e una nicchia con elementi floreali; nello stesso ambiente fu ritrovata la statua di un bambino con una colomba.                                       |      |
| 4    |      | Thermopolium                  | - |      |
| 5    |      | Casa dei Cubicoli Floreali    | Chiamata anche Casa del Frutteto era in ristrutturazione al momento dell'eruzione e probabilmente di proprietà di un vinaio, ha una struttura incentrata intorno all'atrio: lo stile è tipico della cultura egizia, in quanto si ritrovano affreschi di Apis, vasi isiatici e serpenti; presenta due cubicoli affrescati con alberi carichi di limoni, arance e limette ed un triclinio con tre grandi affreschi raffiguranti Icaro, Atteone e una lotta tra guerrieri.  |      |
| 6    | -    | Taberna                       | - |      |
| 7    | -    | Ingresso secondario (I.9.5.)  | - |      |
| 8    | -    | Bottega                       | - |      |
| 9    | -    | Casa con bottega              | - |      |
| 10   | -    | Casa con bottega              | - |      |
| 11   | -    | Caupona di Amarantus          | - |      |
| 12   | -    | Casa di Amarantus             | Oltre ad una piccola abitazione, era utilizzata anche come caupona: la struttura non presenta particolari elementi decorativi, in quanto, al momento dell'eruzione, la maggior parte delle pareti era intonacata di bianco; tuttavia nel triclinio sono visibili tracce di affreschi con diverse decorazioni: al momento dello scavo inoltre sono state rinvenute nell'atrio una grossa quantità di anfore e le ossa di un mulo e di un cane.                            |      |
| 13   | -    | Casa di Cerere                | È stata scavata nel 1951 e parte delle sue decorazioni sono state danneggiate a seguito di infiltrazioni d'acqua: gli affreschi sono in secondo stile e ben conservati sono quelli di diversi cubicoli intorno all'atrio, mentre resti di mosaico sono invece visibili all'interno del tablino ed intorno all'impluvium; in alcune stanze è stato possibile ottenere il calco dei mobili e nel giardino sono state ritrovate statuette in marmo utilizzate come fontane. |      |
| 14   | -    | Ingresso secondario (I.9.13.) | - |      |
| 15   | -    | Bottega                       | - |      |

## Insula 10
| Pos. | Foto | Nome                         | Descrizione | Note |
| ---- | ---- | ---------------------------- | --- | ---- |
| 1    | -    | Taberna                      | - |      |
| 2    | -    | Caupona di Coponia           | - |      |
| 3    | -    | Casa senza nome              | - |      |
| 4    |      | Casa del Menandro            | Di proprietà dei Poppaei, risale al III secolo a.C. ed ha subito poi numerosi rifacimenti che hanno incentrato la costruzione attorno al peristilio: presenta un atrio tuscanico con pitture in quarto stile, un salone con la raffigurazione umoristica delle nozze di Ippodamia ed un mosaico rappresentate scene nilotiche ed un quartiere termale con il calidarium adornato con mosaico con scene di animali marini.     |      |
| 5    |      | Ingresso per piano superiore | - |      |
| 6    |      | Bottega                      | - |      |
| 7    |      | Casa del Fabbro              | È stata scavata a più riprese tra il 1914 ed il 1933: superato l'ingresso si accede all'atrio dove si conserva un tavolo in marmo con gambe decorate tipo zampe; la casa ha otto stanze nelle quali è possibile osservare lungo le pareti resti di intonaco, mentre nella cucina è ben mantenuto il focolare: furono inoltre ritrovati i resti di due vittime dell'eruzione, di cui è stato ricavato il genoma.               |      |
| 8    |      | Casa di Minucius             | È stata esplorata nel 1929 ed nel 1934: sono visibile i resti dell'impluvium, mentre in diversi ambienti si trovano tracce di pitture in quarto stile; caratteristica la nicchia presente nel giardino con fondo bianco, sul quale era dipinto un albero. |      |
| 9    | -    | Bottega di P.C.F.            | - |      |
| 10   | -    | Bottega                      | - |      |
| 11   | -    | Casa degli Amanti            | - |      |
| 12   | -    | Bottega                      | - |      |
| 13   | -    | Caupona                      | - |      |
| 14   | -    | Bottega del vino             | - |      |
| 15   | -    | Ingresso secondario (I.10.4) | - |      |
| 16   | -    | Casa senza nome              | - |      |
| 17   | -    | Bottega                      | - |      |
| 18   | -    | Casa di Aufidius Primus      | È stata esplorata nel 1932 e presentava sulla facciata principale diverse iscrizioni elettorali: con il restauro è stato in parte ricostruito il piano superiore; intorno all'atrio non sono presenti stanze, mentre tra le piccole decorazioni ritrovate, quella più interessante è un affresco della cucina raffigurante un Genio, un serpente, diversi articoli da cucina, una testa di maiale ed un'anguilla allo spiedo. |      |

## Insula 11
| Pos. | Foto | Nome                           | Descrizione | Note |
| ---- | ---- | ------------------------------ | --- | ---- |
| 1    |      | Caupona                        | - |      |
| 2    |      | Bottega                        | - |      |
| 3    |      | Bottega e taberna              | - |      |
| 4    |      | Bottega                        | - |      |
| 5    |      | Casa di Lucius Habonius Primus | È stata scavata inizialmente nel 1913 e poi nuovamente nel 1960 ed è così chiamata poiché all'interno dell'atrio fu ritrovato un sigillo che riportava tale nome: la casa si presenta con una pianta irregolare, pochissime decorazioni pittoriche rinvenute, mentre i principali reperti ritrovati sono una bottiglia di vetro contenente olio e diverse ciotole d'argento.                                                                      |      |
| 6    |      | Casa della Venere in Bikini    | È così soprannominata poiché, all'interno della atrio, su un piedistallo affrescato, fu ritrovata una statuetta in marmo raffigurante Venere, vestita quasi come se indossasse un bikini: tale statuetta è esposta al museo archeologico di Napoli; la casa si presenta con un impluvium decorato con marmi colorati, mentre molte stanze risultano essere affrescate in quarto stile, con scene mitologiche.                                     |      |
| 7    |      | Bottega                        | - |      |
| 8    |      | Ingresso secondario (I.11.5.)  | - |      |
| 9    |      | Ingresso secondario (I.11.5.)  | - |      |
| 10   |      | Orto                           | - |      |
| 11   |      | Thermopolium della Fenice      | - |      |
| 12   | -    | Casa di Euxinus                | È stata scavata nel dal 1953 al 1964: ha una pianta irregolare, resti di affreschi in quarto stile ed un piccolo giardino, nel quale, lungo un muro, si apre una nicchia, all'interno della quale fu ritrovata una statuetta in marmo di Venere, mentre in altre nicchie vicine furono rinvenuti diversi volti scolpiti nel marmo. |      |
| 13   | -    | Casa senza nome                | - |      |
| 14   | -    | Casa del Cherem                | È stata scavata nel 1960: presenta resti di un impluvium, un oecus in cui si conservano affreschi in secondo stile, con quadretti raffiguranti maschere della tragedia, uccelli e ghirlande; nel giardino sono visibili le basi di quattro colonne, resti di un piccolo peristilio e una scala che conduceva al piano superiore. |      |
| 15   | -    | Casa del Piano Superiore       | È così denominata poiché è possibile accedere anche a una stanza del secondo piano: l'intera casa ha un impianto irregolare e ha conservato quasi intatte le sue decorazioni pittoriche, come quelle in una stanza nei pressi del giardino e di un cubicolo, oltre a un larario dipinto, in cui si notano due serpenti; una scala conduce a parte del piano superiore, dove nei due ambienti recuperati sono sistemati affreschi in quarto stile. |      |
| 16   | -    | Casa di Saturninus             | Era in parte adibita ad hospitium, come dimostra un bancone in muratura, presente in un ambiente all'ingresso: le principali decorazioni superstiti sono all'interno del triclinio, con affreschi in quarto stile, con zoccolatura in nero simile all'opus reticolatum e tavoli in muratura dalla forma ovale e quadrata. |      |
| 17   | -    | Casa Imperiale                 | È stata scavata tra in 1954 ed il 1960, presenta una pianta irregolare, con l'atrio senza impluvium e poche decorazioni parietali: quelli superstiti sono infatti conservate nell'area est dell'atrio e nel triclinio, che inoltre risultano essere gli unici ambienti ricostruiti. |      |

## Insula 12
| Pos. | Foto | Nome                          | Descrizione | Note |
| ---- | ---- | ----------------------------- | --- | ---- |
| 1    | -    | Ingresso secondario (I.12.1.) | - |      |
| 2    | -    | Casa del Forno di Sotericus   | Scavata nel 1924 e poi nuovamente tra il 1953 ed il 1961, è così chiamata perché presente al suo interno attrezzi come macine e forno per la produzione del pane: durante gli scavi inoltre furono rinvenute diverse forme di pane carbonizzate; la casa conserva numerose decorazioni pittoriche, tutte in quarto stile.                                                               |      |
| 3    | -    | Caupona di Sotericus          | - |      |
| 4    | -    | Bottega                       | - |      |
| 5    | -    | Caupona all'Insegna di Africa | - |      |
| 6    | -    | Identificazione incerta       | - |      |
| 7    | -    | Casa senza nome               | - |      |
| 8    |      | Casa del Garum degli Umbricii | È così chiamata poiché probabilmente di una stanza del giardino furono ritrovate sia dolia che anfore che avevano contenuto garum o liquamen, delle salse a base di pesce essiccato; la casa presenta ancora resti di pittura sia nel triclinio che nel giardino, il quale possedeva un piccolo peristilio e due alberi di fico, individuati grazie ai calchi.                          |      |
| 9    |      | Casa senza nome               | - |      |
| 10   |      | Bottega                       | - |      |
| 11   |      | Casa senza nome               | - |      |
| 12   |      | Bottega                       | - |      |
| 13   | -    | Bottega                       | - |      |
| 14   |      | Orto                          | - |      |
| 15   |      | Casa di Medusa                | Ha una superficie di circa trecentocinquanta metri quadrati e fu probabilmente scavate nel 1962: il suo nome deriva dal fatto che in una stanza è stato ritrovato un larario ben conservato, che reca al centro della nicchia la testa di Medusa ed ai lati due cervi; la casa ha un impianto irregolare e nella parte nord presenta un ampio giardino che veniva utilizzato come orto. |      |
| 16   |      | Casa del Labrum Dipinto       | È stata esplorata nel 1952 ed è un'abitazione di modeste dimensioni: di impianto irregolare, composta da sette stanze, presenta residui pittorici nell'atrio e in un cubicolo, soprattutto nel classico rosso pompeiano, mentre nel giardino sono presenti il larario, in parte ancora decorato ed un grosso labrum dipinto sul muro.                                                   |      |

## Insula 13
| Pos. | Foto | Nome                                   | Descrizione | Note |
| ---- | ---- | -------------------------------------- | --- | ---- |
| 1    | -    | Casa dei Tiberii-Crassi                | È stata scavata nel 1914 e poi dal 1951 al 1953: presentava sulla facciata due iscrizioni elettorali andate perdute, mentre all'interno si trova il giardino con peristilio a tre colonne; nella casa furono rinvenuti due candelabri in bronzo, coi i piedi decorati uno a zampa di leone, l'altro a foglie. |      |
| 2    | -    | Casa di Sutoria Primigenia             | Chiamata anche Casa del Grande Triclinio è stata inizialmente scavata nel 1914 ed in seguito nel 1953: di particolare rilevanza il triclinio estivo all'aperto, con tavolo in muratura ed una piccola stanza nel lato est che probabilmente aveva la funzione di sacello; caratteristica una pittura presente nella cucina, nei pressi del larario, che rappresenta la matrona della casa intenta a fare sacrifici con la sua intera famiglia |      |
| 3    | -    | Casa senza nome                        | - |      |
| 4    | -    | Casa di Taedia Secunda                 | È stata esplorata nel 1915 e nel 1919: presenta uno stretto ingresso e diverse camere, mentre sono scarsi i resti di decorazioni pittoriche. |      |
| 5    | -    | Bottega                                | - |      |
| 6    | -    | Taberna e bottega                      | - |      |
| 7    | -    | Hospitium                              | - |      |
| 8    |      | Casa senza nome                        | - |      |
| 9    |      | Casa di Lesbianus e Numicia Primigenia | Si presenta su due livelli: sulla facciata sono stati rinvenuti diversi graffiti e un affresco raffigurante Venere su una barca; all'interno della casa restano decorazioni pittoriche con zoccolatura rossa e zona mediana in giallo. |      |
| 10   |      | Bottega                                | - |      |
| 11   |      | Casa senza nome                        | - |      |
| 12   |      | Casa con Larario Isiaco                | Presenta un atrio con impluvium, ma è assente il triclinio: nello stesso ambiente è un larario a nicchia, dipinto all'interno di bianco e con timpano decorato con pitture tipo mosaico; in diversi cubicoli rimangono tracce di intonaco in rosso. |      |
| 13   |      | Caupona                                | - |      |
| 14   | -    | Ingresso secondario (I.13.12.)         | - |      |
| 15   | -    | Identificazione incerta                | - |      |
| 16   | -    | Caupona                                | - |      |

## Insula 14
| Pos. | Foto | Nome                         | Descrizione | Note |
| ---- | ---- | ---------------------------- | --- | ---- |
| 1    |      | Caupona                      | - |      |
| 2    |      | Casa senza nome              | - |      |
| 3    |      | Casa senza nome              | - |      |
| 4    |      | Casa senza nome              | - |      |
| 5    |      | Hospitium                    | - |      |
| 6    |      | Bottega                      | - |      |
| 7    |      | Casa del Larario Sarno       | È stata scavata nel 1954: superato l'ingresso ed il piccolo atrio, tramite uno stretto corridoio, dove si apre anche la cucina con latrina, si giunge al giardino che conserva la principale attrazione dell'abitazione, ossia un larario ben conservato, dipinto in rosso, con la figura del Genio nella nicchia ed alla base il dio del fiume Sarno che versa acqua e veglia sul porto. |      |
| 8    |      | Hospitium                    | - |      |
| 9    | -    | Hospitium                    | - |      |
| 10   | -    | Ingresso secondario (I.14.4) | - |      |
| 11   |      | Bottega                      | - |      |
| 12   |      | Ingresso secondario (I.14.1) | - |      |
| 13   |      | Bottega                      | - |      |
| 14   |      | Stalla                       | - |      |
| 15   |      | Thermopolium di Equitius     | - |      |

## Insula 15
| Pos. | Foto | Nome                          | Descrizione | Note |
| ---- | ---- | ----------------------------- | --- | ---- |
| 1    |      | Casa senza nome               | - |      |
| 2    | -    | Bottega                       | - |      |
| 3    |      | Casa della Nave Europa        | Deve il suo nome ad un graffito raffigurante una nave che portava la scritta "Europa", con riferimento al personaggio mitologico greco; la casa è composta da un peristilio intorno al quale si aprono le stanze ed un grande giardino, dov'erano coltivate fave, cipolle e piante esotiche. Lungo il perimetro del giardino sono stati ritrovati ventotto vasi in terracotta, mentre sul fondo era posta una stalla. |      |
| 4    |      | Ingresso secondario (I.15.3.) | - |      |
| 5    | -    | Ingresso per piano superiore  | - |      |
| 6    | -    | Ingresso secondario (I.15.3)  | - |      |

## Insula 16
| Pos. | Foto | Nome                           | Descrizione | Note |
| ---- | ---- | ------------------------------ | --- | ---- |
| 1    |      | Ingresso per piano superiore   | - |      |
| 1A   |      | Bottega                        | - |      |
| 2    |      | Casa delle Colonne Cilindriche | È stata esplorata nel 1955 e nel 1974 quando è stata anche in parte restaurata: superato lo stretto ingresso si accede direttamente al giardino dove è presente uno psudoperistilio con colonne ben conservate; intorno si aprono gli ambienti della casa come cucina e triclinio, nelle quali non rimangono tracce di decorazioni, mentre uno dei principali oggetti ritrovati al suo interno è una statua in bronzo di Bacco. |      |
| 3    |      | Casa senza nome                | - |      |
| 4    |      | Casa senza nome                | - |      |
| 5    | -    | Casa di Petronia               | È stata scavata nel 1958: al suo interno sono conservati alcuni affreschi, in parte solo la zoccolatura in nero, in altre anche la zona centrale; oltre al peristilio, la casa possedeva anche un grosso giardino. |      |
| 6    | -    | Casa senza nome                | - |      |
| 7    |      | Casa con bottega               | - |      |

## Insula 17
| Pos. | Foto | Nome             | Descrizione | Note |
| ---- | ---- | ---------------- | --- | ---- |
| 1    | -    | Casa senza nome  | - |      |
| 2    | -    | Casa senza nome  | - |      |
| 3    | -    | Bottega          | - |      |
| 4    | -    | Casa degli Archi | È stata scavata nel 1954 ed in parte ricostruita: questo ha permesso di rendere agibile il piano superiore e soprattutto il peristilio con le colonne unite tra di loro tramite degli archi, con alcune di queste che presentano ancora decorazioni pittoriche; altri affreschi sono presenti in diversi ambienti, ma in maggior parte nel peristilio dove è ben conservato il larario: tra i reperti ritrovati più importanti spicca un piccone in ferro. |      |

## Insula 18
| Pos. | Foto | Nome            | Descrizione | Note |
| ---- | ---- | --------------- | ----------- | ---- |
| 1    | -    | Bottega         | -           |      |
| 2    | -    | Casa senza nome | -           |      |
| 3    | -    | Bottega         | -           |      |
| 4    | -    | Bottega         | -           |      |

## Insula 19
| Pos. | Foto | Nome                     | Descrizione | Note |
| ---- | ---- | ------------------------ | --- | ---- |
| 1    | -    | Casa di Actius           | - |      |
| 2    | -    | Caupona di Stabilio      | - |      |
| 3    | -    | Casa di L. Satrius Rufus | È stata parzialmente esplorata tra il 1932 ed il 1934 e sono visibili solo i resti dell'ingresso: al suo interno venne ritrovata una targa di bronzo che recava il nome di Lucius Satrius Rufus, un segretario imperiale. |      |
| 4    | -    | Casa di Earinus          | È stata scavata in parte nel 1932 e si osserva solo la parte dell'ingresso: lungo la facciata furono ritrovate diverse iscrizioni elettorali tra cui una che attestava che un certo Earinus era lì vissuto.               |      |
| 5    | -    | Casa di Minio Carpo      | È solo parzialmente scavata ed è visibile solo la facciata principale: vicino ai pilastri della porta di ingresso furono ritrovati due graffiti che ripetevano entrambi il nome di Minio Carpo.                           |      |
| 6    | -    | Casa senza nome          | - |      |
| 7    | -    | Casa senza nome          | - |      |
| 8    | -    | Bottega                  | - |      |
| 9    | -    | Casa senza nome          | - |      |
| 10   | -    | Identificazione incerta  | - |      |
| 11   | -    | Identificazione incerta  | - |      |
| 12   | -    | Identificazione incerta  | - |      |
| 13   | -    | Identificazione incerta  | - |      |

## Insula 20
| Pos. | Foto | Nome                   | Descrizione | Note |
| ---- | ---- | ---------------------- | ----------- | ---- |
| 1    |      | Locanda dei Gladiatori | -           |      |
| 2    |      | Officina di lucerne    | -           |      |
| 3    |      | Officina di lucerne    | -           |      |
| 4    |      | Casa senza nome        | -           |      |
| 5    |      | Casa con bottega       | -           |      |

## Insula 21
| Pos. | Foto | Nome                | Descrizione | Note |
| ---- | ---- | ------------------- | ----------- | ---- |
| 1    |      | Colonnato           | -           |      |
| 2    |      | Orto dei Fuggiaschi | -           |      |
| 3    | -    | Orto                | -           |      |
| 4    |      | Bottega             | -           |      |
| 5    |      | Casa senza nome     | -           |      |
| 6    | -    | Orto dei Fuggiaschi | -           |      |

## Insula 22
| Pos. | Foto | Nome              | Descrizione | Note |
| ---- | ---- | ----------------- | --- | ---- |
| 1    | -    | Bottega           | - |      |
| 2    | -    | Casa di Stabianus | È stata esplorata a più riprese tra il 1955 ed il 1974 ed ha la particolarità di possedere un ampio giardino, adibito probabilmente a frutteto con un triclinio con un tavolo decorato con marmi policromi: secondo alcuni studiosi il giardino poteva essere coltivato a vite, mentre secondo altri erano piantati circa trecento alberi da frutta, come dimostra il ritrovamento di alcuni grossi rami. |      |
| 3    | -    | Bottega           | - |      |

## Insula 23
L'insula 23 non è stata ancora scavata.